# Divisão Federal de Pesquisa

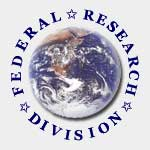
Logotipo da Divisão Federal de Pesquisa

A Divisão Federal de Pesquisa, no inglês Federal Research Division (FRD) é a unidade de investigação e análise da Biblioteca do Congresso dos Estados Unidos.
A FRD fornece pesquisa direcionada e análise de assuntos nacionais e internacionais, para agências do Governo dos Estados Unidos, o Distrito de Colúmbia, e contratados federais autorizados.
O Programa Federal de Pesquisa é administrado pela Divisão Federal de Pesquisa (FRD), a unidade de pesquisa e análise de taxa por serviço dentro da Biblioteca do Congresso. O Programa Federal de Pesquisa da Biblioteca do Congresso, foi autorizado pelo Congresso dos Estados Unidos, em conformidade com a Biblioteca do Congresso Fiscal Operations Improvement Act of 2000 (2 U.S.C. 182c).
A FRD forneceu produtos e serviços personalizados em base de recuperação de custos para entidades do Governo Federal dos Estados Unidos desde 1948. Ele também está autorizado a prestar os mesmos serviços para entidades governamentais de Washington, D.C. através do Regulamento de Aquisição Federal (FAR 51.1). A FRD presta serviços a contratados federais autorizados e através de um acordo abrangente de serviços com o U.S. National Technical Information Service External Link. A FRD pode fornecer serviços de investigação para o setor privado, do estado e do governo local, organizações internacionais e outros.

## Endereço
A FRD localiza-se no quinto andar do John Adams Building , em Washington, D.C.

## Produtos
- Principal material de pesquisa, incluindo a entrega de documentos
- Língua estrangeira abstração e tradução
- Bibliografias anotadas
- Histórias organizacionais e legislativas
- Estudos e relatórios
- Livros, como o País de Estudos de série

## Serviços
- Pesquisa e análise
- Redação e edição
- Publicação